# Pheidole sexdentata
Pheidole sexdentata är en myrart som beskrevs av Horace Donisthorpe 1948. Pheidole sexdentata ingår i släktet Pheidole och familjen myror. Inga underarter finns listade i Catalogue of Life.

## Bildgalleri

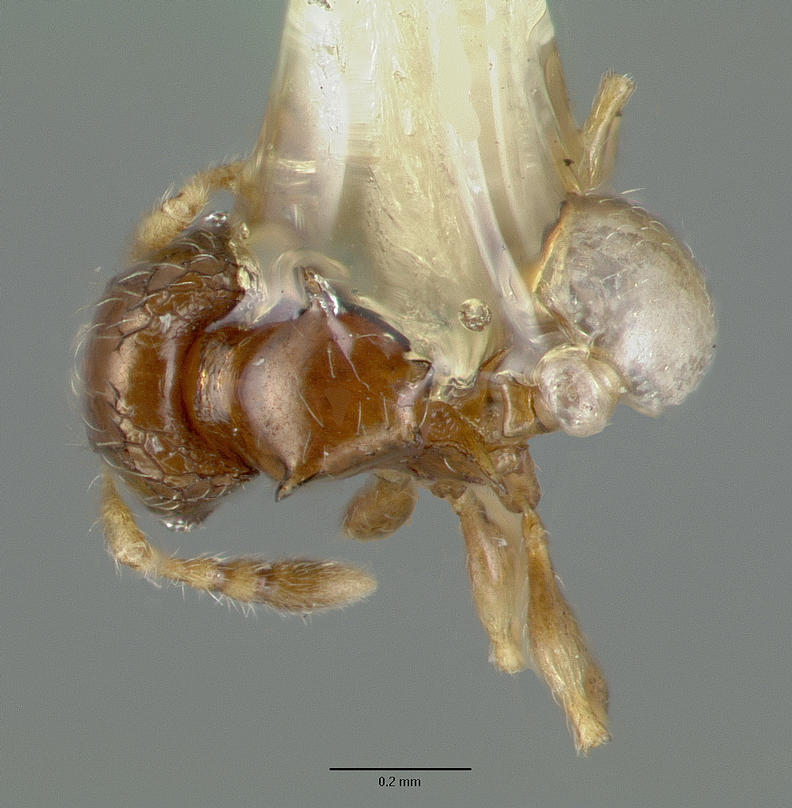
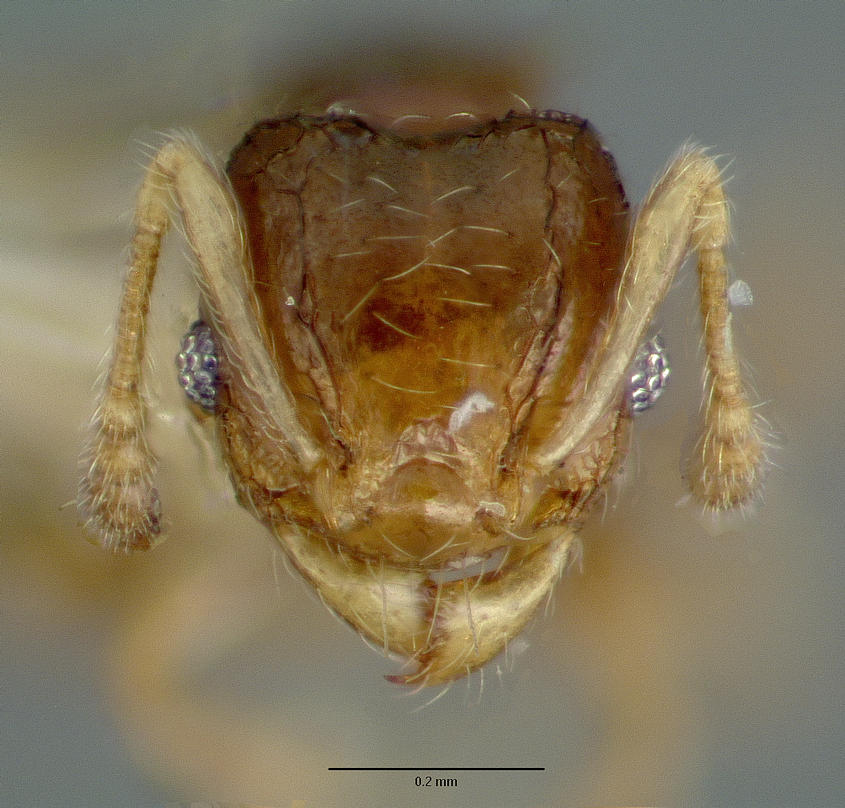
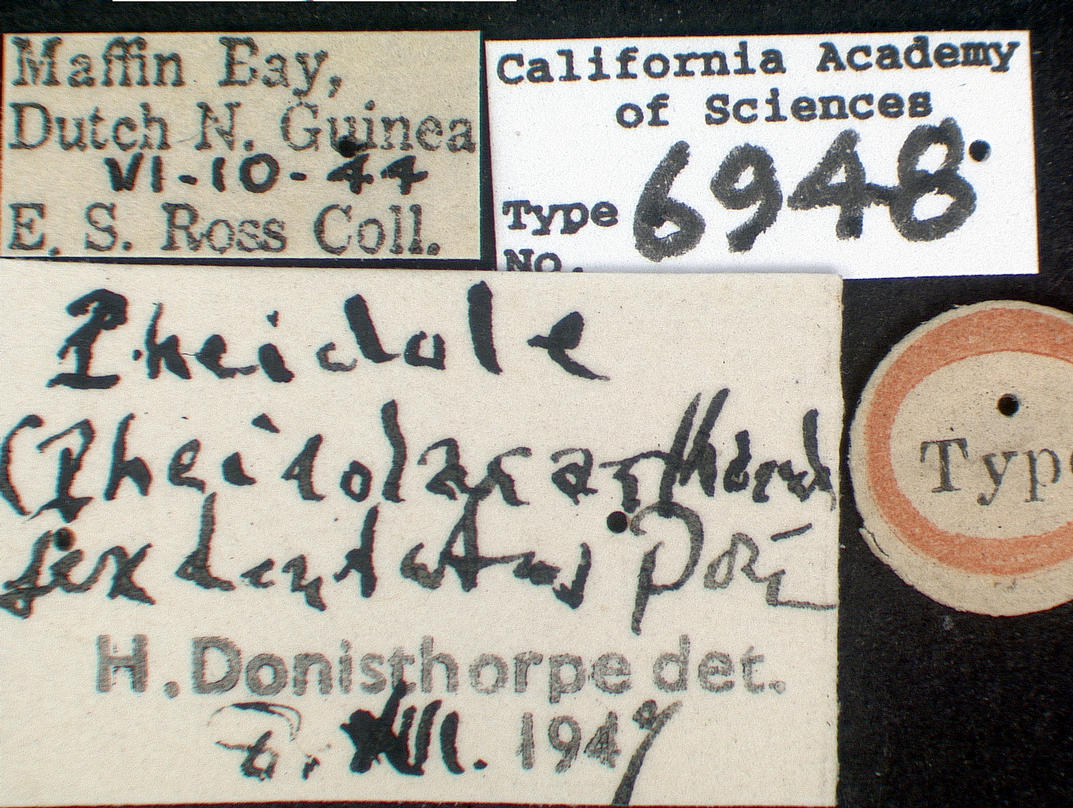
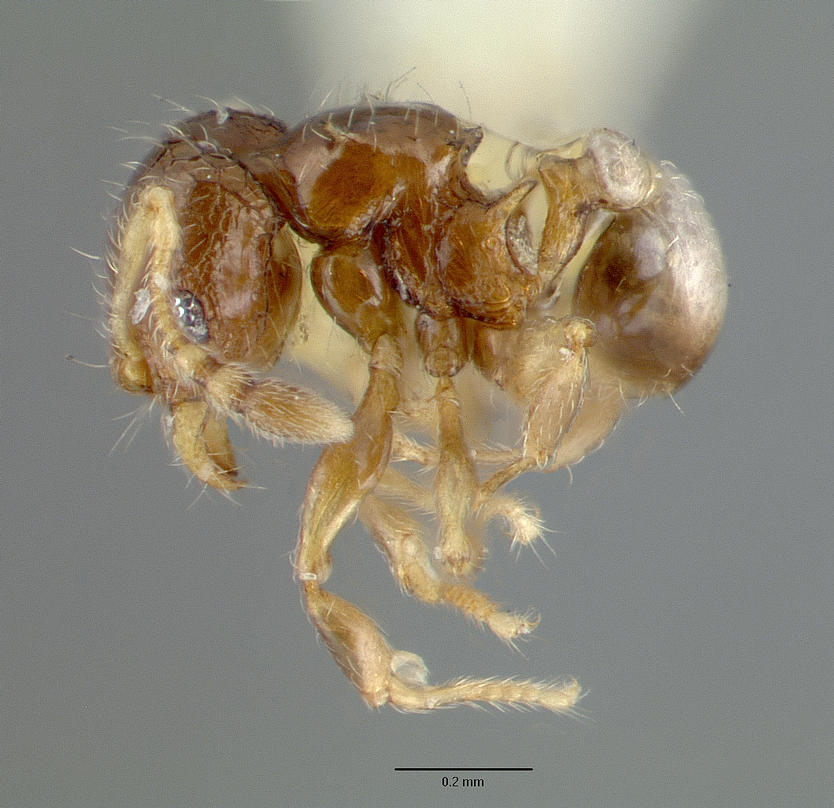